# Hulda (opéra)
Pour les articles homonymes, voir Hulda.
Personnages
- Hulda Hustawick (mezzo-soprano)
- la Mère d'Hulda (mezzo-soprano)
- Aslak (basse)
- Gudrun, la femme d'Aslak (mezzo-soprano)
- Gudleik, le fils aîné d'Aslak (baryton)
- Halgerde, la sœur d'Aslak (soprano)
- Arne, un autre fils d'Aslak (basse)
- Thrond, un fils plus jeune d'Aslak (baryton)
- Eyric, un fils plus jeune d'Aslak (ténor)
- Eynar, un fils plus jeune d'Aslak (ténor)
- Gunnard, le fils d'Halgerde (ténor)
- Thordis, la fiancée de Gunnard (soprano)
- Eiolf, un gentilhomme (ténor)
- Swanhilde, répudiée par Eiolf (soprano)

Hulda FWV 49 est un opéra de César Franck, sur un livret français de Charles Grandmougin, et basé sur la pièce Halte Hulda (1858) de l'écrivain norvégien Bjørnstjerne Bjørnson. L'opéra a été créé partiellement après la mort du compositeur, à l'Opéra de Monte-Carlo le 8 mars 1894. L'influence de Wagner est évidente, tant dans l'écriture pour les cuivres que dans les duos d'amour qui rappellent Tristan et Isolde. L'écriture de Franck montre sa sincérité dans l'expression et ses harmonies chromatiques caractéristiques.
Le troisième acte a été créé aux Concerts Colonne le 16 octobre 1904 pour marquer l'inauguration d'un monument à la mémoire du compositeur. L'opéra complet, avec un prologue, trois actes, et un épilogue, est joué pour la première fois par la University College Opera (en) au Bloomsbury Theatre (en) à Londres le 15 mars 1994. Les deux premiers actes ont été joués par l'Orchestre symphonique de Trondheim les 22 et 23 octobre 2010, à Molde, en Norvège.
La première allemande chantée en français , en version intégrale sans coupures, a eu lieu à l'opéra théâtre de Freiburg sous la direction de Fabrice Bollon (en) le 16 février 2019 , avec Morenike Fadayomi dans le rôle titre. 
La première intégrale en français sans coupures a été présentée à la Salle Philharmonique de Liège, en version de concert le 15 mai 2022, par l’Orchestre Philharmonique Royal de Liège, sous la direction de Gergely Madaras puis reprise le 1er juin dans les mêmes conditions à Paris au Théâtre des Champs Elysées, sous l'égide du Palazetto Bru zane.
Les partitions manuscrites complètes de l'œuvre sont conservées par la Bibliothèque nationale à Pariset la partition complète d'orchestre est consultable sur le site de Gallica.

## Distribution de la création
| Rôles                              | Voix          | Création, 8 mars 1894 (Chef d'orchestre : Léon Jehin) |
| ---------------------------------- | ------------- | ----------------------------------------------------- |
| Hulda Hustawick                    | mezzo-soprano | Blanche Deschamps-Jéhin                               |
| La Mère de Hulda                   | mezzo-soprano | Laure Mounier                                         |
| Aslak                              | Basse         | Joël Maurice Fabre                                    |
| Gudrun, femme d'Aslak              | mezzo-soprano | Rissler                                               |
| Gudleik, fils aîné d'Aslak         | Baryton       | Paul Lhérie                                           |
| Halgerde, sœur d'Aslak             | Soprano       | Marcelle Dartoy                                       |
| Arne, un autre fils d'Aslak        | Basse         |                                                       |
| Thrond, un fils plus jeune d'Aslak | Baryton       |                                                       |
| Eyric, un fils plus jeune d'Aslak  | Ténor         | Desgoria                                              |
| Eynar, un fils plus jeune d'Aslak  | Ténor         | Signa                                                 |
| Gunnard, fils d'Halgerde           | Ténor         | Borie                                                 |
| Thordis, fiancée de Gunnard        | Soprano       |                                                       |
| Eiolf, un gentilhomme              | Ténor         | Albert Saléza                                         |
| Swanhilde, répudiée par Eiolf      | Soprano       | Emma d'Alba                                           |

## Argument
L'histoire, qui se déroule en Norvège au XIe siècle, raconte la vengeance de Hulda sur Aslak et son clan, qui ont tué sa famille. Le sujet dépeint la jeune femme comme une victime, avec sa foi en la nature, mais également la souffrance des femmes causée par les hommes.

### Prologue
Après un prélude représentant le vent et la mer, Hulda et sa mère, chantant une prière en duo, attendent le retour de la chasse de leurs hommes. Après un chœur de pêcheurs hors-scène (accompagné de quatre saxophones), les hommes du clan Aslak célèbrent le meurtre des Hustawick, et Gudleik déclare son désir pour Hulda, qui lui répond par une malédiction (représentée musicalement par le motif du "serment"), et jure de venger sa famille. S'ensuit un chœur de la victoire pour les Aslak, qui contient un motif de trois accords représentant la mort, motif qui reviendra chaque fois que chacun d'eux fera face à sa propre mort.

### Acte I
Deux ans plus tard, Hulda est sur le point d'épouser Gudleik, et Gunnard est sur le point d'épouser Thordis. Après un chœur de femmes lancinant en la mineur et l'entrée éclatante de Swanhilde, on entend une dispute opposant Hulda à Gudleik et ses frères, jusqu'à ce que Gudrun les force à se montrer plus respectueux, dans un air avec des harmonies chromatiques typiques de Franck. Hulda aperçoit Eiolf, un émissaire du Roi de Norvège (qui a répudié Swanhilde), et s'éprend de lui. Les convives du mariage se rassemblent, mais très vite Eiolf arrive, et lors d'une démonstration traditionnelle de virilité, Eiolf et Gudleik s'affrontent, aboutissant à la mort de Gudleik, dans un final très verdien.

### Acte II
Après un prélude pastoral, Aslak et Gudrun apparaissent, portant le deuil de Gudleik. Dans la soirée, Hulda, lors d'un long monologue, attend Eiolf, qu'elle voit comme un vengeur envoyé des dieux, qui l'a libérée du clan Aslak et de son devoir de vengeance. Après un duo passionné dans lequel Hulda fait promettre à Eiolf qu'il repartira avec elle dans sa patrie, il la quitte pour la nuit, et Arne, un des fils d'Aslak, entre et déclare son amour pour Hulda. Le vieil Aslak voit en homme en train de faire l'amour avec Hulda et le tue, découvrant seulement après qu'il vient de tuer son propre fils, et que la malédiction de Hulda a fait une seconde victime.

### Acte III
Après un long hiver arctique, les festivités et l'élection de la Reine de Mai se préparent dans un mouvement de valse. Swanhilde est toujours bouleversée par la trahison d'Eiolf, mais son ami Thordis lui promet de les réunir. Quand Eiolf entre, Swanhilde est froide et ne peut dissimuler sa jalousie pour Hulda ; Eiolf l'étreint. Hulda, à proximité, voit cette trahison envers elle, et elle convainc les frères restants du clan Aslak de l'aider à assassiner Eiolf. Ils conviennent de se retrouver le lendemain. Les célébrations du printemps se poursuivent, contrastant avec le désespoir de Hulda.

### Épilogue
Après un entracte basé sur la musique désolée du début de l'opéra, s'ensuit un chœur du soir. La passion de la réconciliation entre Swanhilde et Eiolf contraste nettement avec la douleur de Hulda. Elle prépare sa vengeance : les Aslak entrent et Eiolf est abattu. Quand les frères s'en prennent ensuite à elle, elle se réjouit de la mort, et lorsque les hommes se détournent d'elle par peur, elle se jette dans le fjord.